# Niittysaari (ö i Birkaland, Tammerfors, lat 61,26, long 23,79)
Niittysaari är en ö i Finland. Den ligger i sjön Liponselkä och i kommunen Lembois i den ekonomiska regionen Tammerfors och landskapet Birkaland, i den södra delen av landet, 140 km nordväst om huvudstaden Helsingfors. Öns area är 10,8 hektar och dess största längd är 0,8 kilometer i sydöst-nordvästlig riktning.